# Kiwi.com
Kiwi.com (раніше відомий як skypicker.com) — чеська туристична метапошукова система; онлайн-сервіс з пошуку авіаквитків і наземного транспорту, заснований в 2012 році.

## Історія
Інтернет-портал skypicker.com був створений у 2011 році. Компанію заснували в Брно Олівер Длугий та Йозеф Кепесі. У 2016 році компанія придбала доменне ім'я Kiwi.com за 800 000 доларів США і змінила бренд на Kiwi.com. Іржі Главенка був одним із перших її інвесторів. У 2017 році Kiwi.com придбав частку Ярослава Коколуса.
Станом на червень 2019 року основним акціонером Kiwi.com був General Atlantic. Длугий та Кепесі залишаються основними акціонерами і продовжують керувати компанією. Інші акціонери — Touzimsky Airlines та Любош Чарченко.

## Критика
Протягом пандемії COVID-19 Kiwi критикували за політику відшкодування та обслуговування клієнтів.
За словами представника компанії, Kiwi.com не враховує обмеження COVID-19 при створенні маршрутів подорожей. Це призвело до того, що з клієнтів стягувалося тисячі доларів за рейси, які туристи не могли виконати на законних підставах через обмеження на подорожі через COVID-19. Компанія встановила перешкоди для повернення коштів для клієнтів, яким після бронювання на сайті були оформлені тури, що було неможливо здійснити.
18 серпня 2021 року авіакомпанія Ryanair оголосила, що більше не буде дозволяти пасажирам, які забронювали квитки через Kiwi.com, сідати на рейси з посадковими талонами, виданими Kiwi.com, заявивши, що не може гарантувати, що пасажири були проінформовані про заборонені предмети, коли Kiwi.com завершує процес реєстрації на рейс. На свій захист Kiwi.com заявив, що їхні власні посадкові талони містять всю інформацію, яку Ryanair запропонує на своїх посадкових талонах, а представник компанії заявив, що «вся інформація однакова, просто кольори різні». 27 серпня, за позовом Ryanair Конституційний суд Чеської Республіки виніс рішення на користь Kiwi.com, заявивши, що Kiwi.com мав право вести бізнес після скасування попереднього рішення регіонального суду, який наказав Kiwi.com налаштувати інформацію відповідно до умов Ryanair, а також надати правильну контактну інформацію клієнтів, а також їхні платіжні дані.